# NGC 4674
NGC 4674 is een balkspiraalstelsel in het sterrenbeeld Maagd. Het hemelobject werd op 5 mei 1836 ontdekt door de Britse astronoom John Herschel.

## Synoniemen
- MCG -1-33-5
- PGC 43050